# Storytelling (Methode)
Storytelling (deutsch: „Geschichten erzählen“) in Organisationspsychologie und Managementlehre ist eine Methode, mit der in Unternehmen relevante Informationen narrativ weitergegeben werden.
In Unternehmen werden Geschichten strategisch dazu eingesetzt, um Traditionen, Werte und Unternehmenskultur zu vermitteln, um Ressourcen zu wecken, aber auch um Konflikte in einer Metapher bildhaft und „unter die Haut gehend“ erfahrbar zu machen und Lösungswege aufzuzeigen. Mitarbeiter-Erzählungen werden genutzt, um Auskunft über die Unternehmenskultur zu erhalten und um kostspielige Prozessschwächen aufzudecken. Im Vergleich zu abstrakter Information haben Geschichten den Vorteil, verständlicher zu sein, stärker im Gedächtnis zu bleiben und Sinn und Identität stiften zu können.
Eine der bekanntesten Storytelling-Methoden in diesem Zusammenhang ist der Mitte der 1990er Jahre am Massachusetts Institute of Technology (MIT), USA, entwickelte „Learning-Histories-Ansatz“. Mit dieser Methode wird (Erfahrungs-)Wissen von Mitarbeitern über bestimmte Ereignisse im Unternehmen (wie zum Beispiel eine Reorganisation, eine Fusion, ein Pilotprojekt) aus unterschiedlichsten Perspektiven der Beteiligten mittels Interviews erfasst, ausgewertet und in Form einer gemeinsamen Erfahrungsgeschichte aufbereitet. Ziel ist, die gemachten Erfahrungen, Tipps und Tricks zu dokumentieren und damit für das gesamte Unternehmen übertragbar und nutzbar zu machen.